# Deutsche Allgemeine Zeitung
Deutsche Allgemeine Zeitung a fost un ziar german care a apărut în perioada 1861 - 1945. Deutsche Allgemeine Zeitung a susținut curentele ideologice de extremă dreaptă naționalistă și a contribuit la ascensiunea politică a nazismului. În perioada regimului nazist, Deutsche Allgemeine Zeitung a fost un instrument de propagandă nazistă. 